# A Vương (xã)
A Vương is een xã in het district Tây Giang, een van de districten in de Vietnamese provincie Quảng Nam. A Vương heeft ruim 1600 inwoners op een oppervlakte van 147,6 km².

## Geografie en topografie
A Vương ligt in het noordoosten van Tây Giang. A Vương is een van de twee xã's die niet grenst met de provincie Sekong in de Democratische Volksrepubliek Laos. In het noorden grenst A Vương aan huyện Phú Lộc in Huế. A Vương grenst hier aan twee xã's, te weten Thượng Quảng en Thượng Long. In het oosten grenst A Vương aan huyện Đông Giang. De aangrenzende xã's zijn Tà Lu en A Rooi. Verder grenst het hier ook aan thị trấn Prao. De aangrenzende xã's in Tây Giang zijn Dang, A Tiêng en Bha Lê.
De A Vương stroomt door A Vương.

## Verkeer en vervoer
Een belangrijke verkeersader is de Quốc lộ 14. Deze weg verbindt de Quốc lộ 9 met de Quốc lộ 13 en is ter plekke een onderdeel van de Ho Chi Minh-weg.